# Карантания
Карантания е ранносредновековна славянска държава в Централна Европа, възникнала през 7 век и просъществувала близо триста години, смятана от историците за исторически предшественик на Словения. Възникнала след заселването на славянските племена в източните Алпи в края на 6-ти век, Карантания е едно от първите славянски държавни образувания, които приемат християнството (от средата на 8 в. до средата на 9 в.). Под натиска на аварите карантанците стават васали на херцозите на Бавария и Франкската империя. През 828 г. карантанските князе губят автономията си и княжеството е присъединено към Франкската империя като Херцогство Каринтия.

## Конюктура
Традиционно словенската историография смята Карантания за исторически средновековен предшественик на държавата Словения. Словенският историк Янко Прунк я разглежда като начален етап на словенската държавност, доказвайки, че е налице континуитет по отношение на езика, народността и държавните традиции, някои от които са продължени от новите германски и австрийски благородници след като словенските земи стават част от Свещената Римската империя.
Други словенски историци опонират на това гледище, твърдейки, че макар да може да се говори за наличие на някакъв континуитет по отношение на езика, за другите цитирани от Прунк и по-консервативната школа учени параметри  не може да се каже същото и Карантания е средновековна държава, която няма отношения към моделирането на словенската национална идентичност, която започва да се формира едва след 16-ти век и най-вече в периода на Наполеон Наполеоновите войни.

## История
След Готските войни, водени през 6-ти век от император Юстиниан Велики, територията на източните Алпи попада под властта на лангобардите. В края на VI и началото на VII в.в региона започват да се заселват славянски племена от групите на южните и западните славяни. Двете групи се сливат и в перспектива ще положат началото на словенската народност. Лангобардите губят контрол над областта под натиска на нахлулите в Панония авари. Новите господари са заселилите се алпийски славяни, като водеща роля имат карантаните. През 611 г. карантански отряди нахлуват в Бавария по долината на река Драва и опустошават областта, този път без помощта на съседните авари. 
След 620 г. Карантания е включена в състава на Държавата на Само, мощно славянско княжество, считано за първата голяма славянска държава, възникнало след успешния бунт на Само срещу аварите. Опитът на франките и аварите да разбият държавата на Само се провалят, като той успешно разгромява както аварските, така и франкските войски. Карантания вероятно става част от огромната му държава, като запазва самостоятелност, начело с княз Валук (Vallux dux Vinedorum). През 658 г. Само умира и държавата му се разпада, а Карантания продължава съществуването си като независимо княжество. Неговите владетели са принудени да балансират между мощните си съседи франки, авари и византийци. През 740 г. зачестяват набезите на аварите, които карантаните все по-трудно отразяват. Това принуждава княз Борут да поиска помощ от баварския херцог Одило. С общи усилия баварци и карантани разбиват аварите, но Борут трябва да се признае за васал на Одило. Така Карантания губи независимостта си, макар че запазва своята автономия и правото да има собствен княз. Тази организация е продължена и от Карл Велики, но през 828 г. неговият наследник Лудвиг Благочестиви я премахва и княжеството е превърнато в гранична франкска марка, която по-късно ще прерасне в Херцогство Каринтия.

## Общество и култура
Карантания е известна още в средновековието с уникалния начин на интронизация на своите князе. Тя се извършвала върху елегантно издялан каменен трон, наричан Княжески камък, на който владетелят е избиран от събрание на народа (вече), като след като получава съгласие от народния събор да управлява държи традиционна реч на старословенски език.  Този ритуал бил съхранен и след завладяването на Карантания от Свещената Римска империя и е изпълняван от германски благородници. Княжеският камък днес е един от националните символи на република Словения. 

## Език
В ранните си етапи езикът на карантанските славяни е по същество праславянски. В словенската лингвистична литература и справочници понякога условно се нарича алпийски славянски (Alpska slovanščina). Неговият праславянски характер може да бъде изведен от езиковите контакти на алпийските славяни с остатъците от романизираното местно население, по-късно и с баварците. Възприетите предславянски имена на места и имена на реки и тяхното последващо фонетично развитие в алпийски славянски, както и баварски записи на алпийски славянски имена, хвърлят светлина върху характеристиките на алпийския славянски език. 
От 9 век нататък алпийският славянски претърпява поредица от постепенни промени и нововъведения, характерни за южнославянските езици. Приблизително през 13-ти век тези развития дават началото на словенския език.

## Религия
До средата на 8 век карантаните са езичници и изповядват култ към различни славянски божества - Перун, Лада, Волос, Жива, почитат различни горски духове, самодиви, свещени дървета и т.н.
В средата на VIII в. тук започва своята покръстителска дейност ирландският мисионер Модест, който успява да присъедини в лоното на християнството множество алпийски славяни. Въпреки това езическите култове остават силни, като адептите им вдигат въстания срещу новата религия. В крайна сметка християнството е наложено окончателно като официална религия в началото на IX в., поради което много историци смятат, че Карантания е първата християнизирана славянска държава.